# Túnel de vent

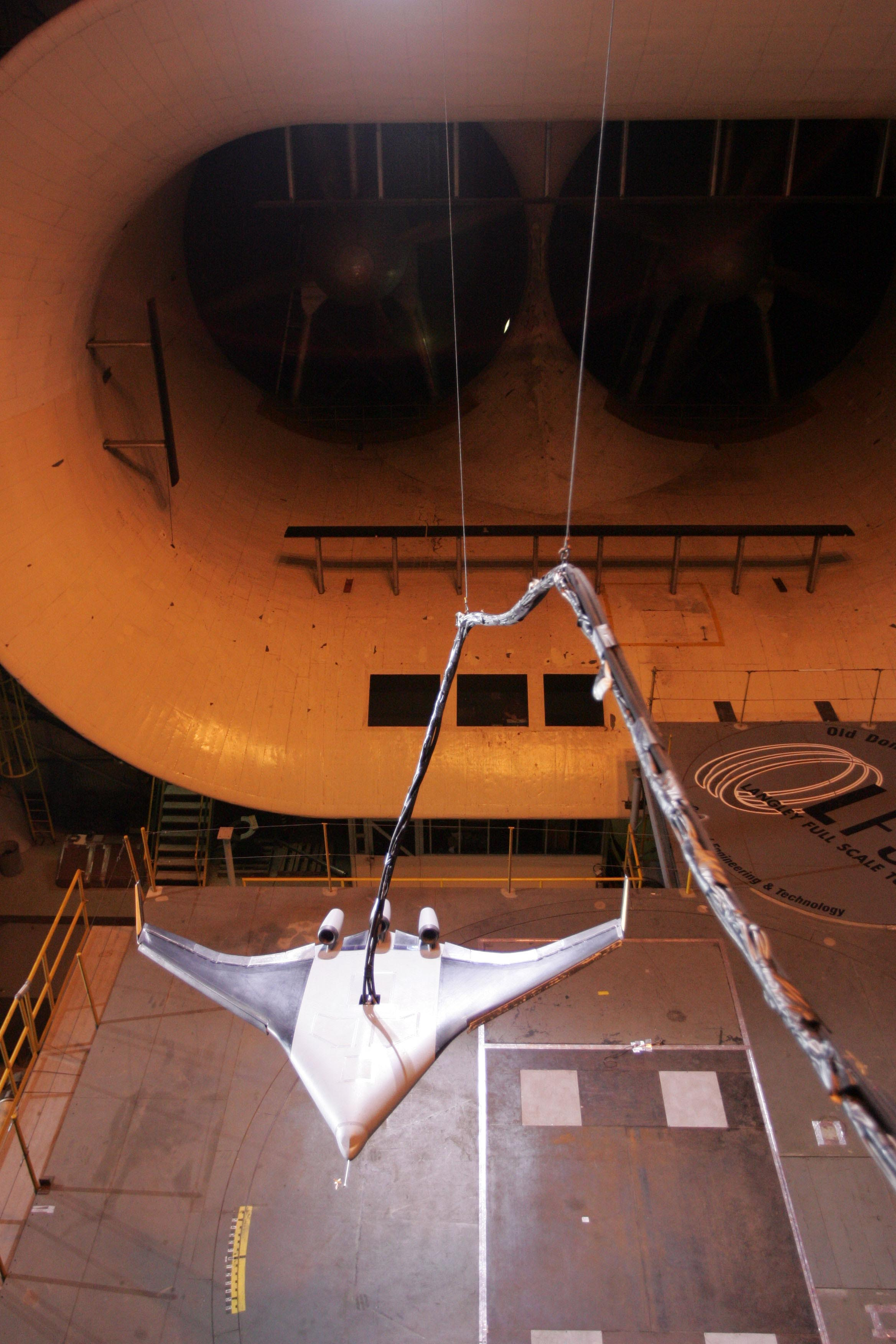
Model a escala d'un avió assajat en un túnel de vent.

En enginyeria, un túnel de vent o túnel aerodinàmic és una eina de recerca desenvolupada per ajudar en l'estudi dels efectes del moviment de l'aire al voltant d'objectes sòlids. Amb aquest aparell se simulen les condicions experimentades per l'objecte en la situació real.
En un túnel de vent, l'objecte roman estacionari mentre es força el pas d'aire o gas al voltant d'ell. S'utilitza per a estudiar els efectes del moviment de l'aire en objectes com avions, naus espacials, míssils, automòbils, edificis o ponts.
L'aire es bufa o aspira per mitjà d'un conducte equipat amb una finestra i altres aparells, dins el qual els models o formes geomètriques es munten per al seu estudi. Després es fan servir diverses tècniques per a estudiar el flux d'aire real al voltant de la geometria i es compara amb els resultats teòrics, que també han de tenir en compte el nombre de Reynolds i el nombre de Mach per al seu règim de funcionament.
Per exemple:
- Poden unir brins a la superfície en estudi a fi de detectar la direcció del flux de l'aire i la seva velocitat relativa.
- Poden injectar tints o fum en el flux d'aire per a observar el moviment de les partícules en passar per la superfície.
- Poden inserir sondes en punts específics del flux d'aire a fi de mesurar la pressió estàtica o dinàmica de l'aire.

Un túnel de vent vertical és una instal·lació d'esbarjo d'interior anomenada skydiving.

## Història
L'enginyer militar i matemàtic anglès Benjamin Robins (1707–1751) va inventar un aparell de braç giratori per determinar l'arrossegament i va fer alguns dels primers experiments en teoria de l'aviació.
George Cayley (1773–1857) també va utilitzar un braç giratori per mesurar l'arrossegament i la sustentació de diversos perfils aerodinàmics. El seu braç giratori feia 1,5 m) de llarg i assolia velocitats màximes entre 3 a 6 m/s.
Otto Lilienthal va utilitzar un braç giratori per mesurar amb precisió els perfils aerodinàmics de les ales amb diferents angles d'atac, establint els seus diagrames polars de proporció d'elevació a arrossegament, però no tenia les nocions d'arrossegament induït i nombres de Reynolds.
Francis Herbert Wenham (1824–1908), membre del Consell de la Societat Aeronàutica de Gran Bretanya, va abordar el problema sobre que el braç giratori no produeixi un flux d'aire fiable que afecti la forma de prova amb una incidència normal. Per això va dissenyar i fer operatiu el primer túnel de vent tancat el 1871. Un cop aconseguit aquest avenç, es van extreure ràpidament dades tècniques detallades mitjançant l'ús d'aquesta eina. A Wenham i al seu col·lega John Browning se'ls atribueix molts descobriments fonamentals, inclosa la mesura de les relacions i la revelació dels efectes beneficiosos d'una relació d'aspecte alta.
El primer túnel de vent supersònic va ser construït a Alemanya, amb una potència de 100.000 cavalls de vapor. Després de la Segona Guerra Mundial va ser desmantellat i traslladat a Amèrica.

## Tub aerodinàmic
El túnel de vent, sorgeix com una remodelació a gran escala del conegut com tub aerodinàmic que va ser dissenyat i construït per Ziolkovsky el 1897. El que llavors era un senzill aparell ara és una eina molt avançada. Una descripció succinta del funcionament del mateix pot trobar-se en Per què vola un avió.